# ガブリエル・バンサン
ガブリエル・バンサン（Gabrielle Vincent、女性、1928年6月19日 - 2000年9月24日）は、絵本作家。ベルギー・ブリュッセル生まれ。本名、モニーク・マルタン（Monique Martin ）。

## 作品リスト
邦訳は全てもりひさしによる。
- 『アンジュール ある犬の物語』, Un jour,  un chien, ブックローン出版, (1986/05)
- 『たまご L'OEUF』, L'OEUF, ブックローン出版, (1986/10)
- 『DESORDRE AU PARADIS 天国はおおさわぎ 天使セラフィーノの冒険』, Désordre au paradis, ブックローン出版, (1990/11)
- 『マリオネット』, La petite marionnette, ブックローン出版, (1993/06)
- 『おやすみのまえに きょうのおはなし』, Histoires du bord du lit, ピリ・マンデルボーム, Pili Mandelbaum, ブックローン出版, (1994/04)
- 『ちっちゃなサンタさん』, Mon petit Père Noël, ブックローン出版, (1994/12)
- 『テディ・ベアのおいしゃさん』, Au bonheur des ours, ブックローン出版, (1995/04)
- 『あの夏』, Cet été-là, ブックローン出版, (1995/11)
- 『老夫婦』, Les Vieux, ジャック・ブレル, Jacques Brel, ブックローン出版, (1996/05)
- 『パプーリとフェデリコ 1 森にくらして』, Papouli et Federico 1. Dans la forêt, ブックローン出版, (1996/06)
- 『パプーリとフェデリコ 2 海べで』, Papouli et Federico 2. A la mer, ブックローン出版, (1996/06)
- 『パプーリとフェデリコ 3 でっかい木』, Papouli et Federico 3. Le grand arbre, ブックローン出版, (1996/06)
- 『裁判所にて』, , ブックローン出版, (1996/11)
- 『おてがみです あるゆうびんやさんのおはなし』, J'ai une lettre pour vous, ブックローン出版, (1997/06)
- 『わたしのきもちをきいて Ⅰ.家出』, Je voudrais qu'on m'écoute, BL出版, (1998/02)
- 『わたしのきもちをきいて Ⅱ.手紙』, Je voudrais qu'on m'écoute / 2 mon jardin perdu, BL出版, (1998/02)
- 『熱気球』, La Montgolfière, BL出版, (1998/09)
- 『15ひきのおしかけねこ』, Au bonheur des chats, BL出版, (1999/05)
- 『ナビル ある少年の物語』, Nabil, BL出版, (2000/04)
- 『ヴァイオリニスト』, Le Violoniste, BL出版 , (2001/02)
- 『小天使ブリュッセルをゆく…』, Le petit ange à Bruxelles, BL出版, (2006/6)

### 「くまのアーネストおじさん」シリーズ
- 『ふたりで しゃしんを くまのアーネストおじさん』, Ernest et Célestine chez le photographe, ブックローン出版, (1983/01)
- 『ふたりは まちの おんがくか くまのアーネストおじさん』, Ernest et Célestine musiciens des rues, ブックローン出版, (1984/01)
- 『かえってきた おにんぎょう くまのアーネストおじさん』, Ernest et Célestine ont perdu Siméon, ブックローン出版, (1984/01)
- 『あめの ひの ピクニック くまのアーネストおじさん』, Ernest et Célestine vont pique-niquer, ブックローン出版, (1983/01)
- 『セレスティーヌ アーネストとの出会い』, La Naissance de Célestine, ブックローン出版, (1988/04)
- 『ふたりのインテリア くまのアーネストおじさん』, Ernest et Célestine La chambre de Joséphine, ブックローン出版, (1988/09)
- 『びょうきになったアーネスト くまのアーネストおじさん』, Ernest et Célestine Ernest est malade, ブックローン出版, (1988/09)
- 『サーカスがやってきた くまのアーネストおじさん』, Ernest et Célestine au cirque, ブックローン出版, (1989/04)
- 『アントワーヌからのてがみ くまのアーネストおじさん』, Ernest et Célestine ...et nous, ブックローン出版, (1991/04)
- 『セレスティーヌとプラム くまのアーネストおじさん』, Ernest et Célestine Au jour le jour, ブックローン出版, (1993/03)
- 『アーネストがころんだ くまのアーネストおじさん』, Ernest et Celestine La chute d'Ernest, ブックローン出版, (1995/06)
- 『ちいさな もみの木 くまのアーネストおじさん』, Ernest et Célestine Le sapin de Noël, ブックローン出版, (1996/11)
- 『ふたりでめいろへ くまのアーネストおじさん』, Ernest et Célestine Le labyrinthe, BL出版, (1999/11)
- 『とおいひのうた くまのアーネストおじさん』, Ernest et Célestine Une chanson, BL出版, (1999/11)
- 『セレスティーヌのきまぐれ くまのアーネストおじさん』, Ernest et Célestine un caprice de Célestine, BL出版, (2000/11)
- 『ボレロがやってきた くまのアーネストおじさん』, , BL出版, (2002/03)
- 『セレスティーヌのこや くまのアーネストおじさん』, Ernest et Célestine La Cabane, BL出版, (2002/03)
- 『セレスティーヌのおいたち くまのアーネストおじさん』, Ernest et Célestine Les questions de Célestine, BL出版, (2003/01)